# کنور برمزه
کنور برمزه (انگلیسی: Knorr-Bremse) شرکت تولید صنعتی آلمانی است، که در سال ۱۹۰۵ تأسیس شد.